# Totto

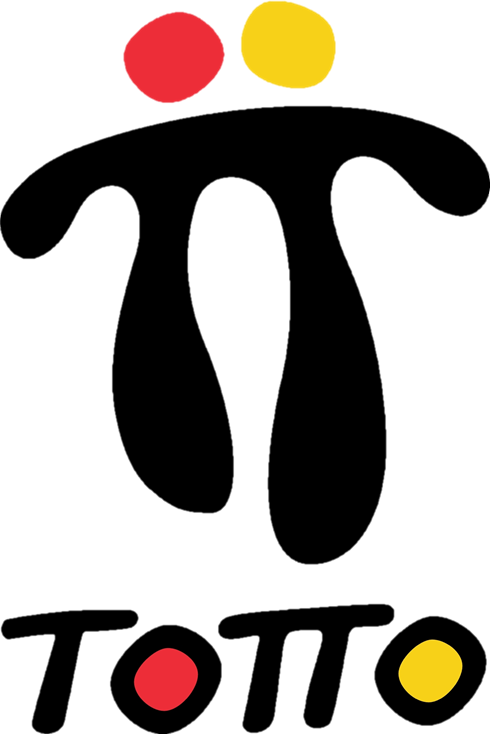
Antiguo logo de Totto usado hasta 2021

Totto es una marca colombiana que fabrica y comercializa, mochilas, productos de viaje, accesorios y también comercializa ropa. Cuenta con presencia internacional.
En 2023, fue la segunda expresa textil más grande de Colombia en cantidad de ventas, solo por detrás de Leonisa.

## Historia
Totto fue fundada en 1987 por Yonatan Bursztyn, un empresario colombiano de ascendencia judía. La compañía inició como una fábrica de marroquinería llamada Nalsani S.A.S., enfocada en la producción de artículos de cuero. Sin embargo, con el tiempo, la empresa evolucionó y amplió su catálogo de productos, incorporando mochilas y maletas con diseños funcionales y materiales innovadores.
En 1992, comienza su proceso de internacionalización con la apertura de una tienda en Costa Rica. Luego, en 1997 abre tiendas en Venezuela y Ecuador. En 1999 entra al mercado guatemalteco.
En 2003, abre su primera tienda en Bolivia.
En 2019, firma un acuerdo de participación con Sebastián Yatra.
En 2021, lanza su lineal de productos para mascotas. Ese mismo año fue la empresa encargada de suministrar la indumentaria oficial del comité colombiano que participó en los juegos olímpicos de 2020. También fue el año que lanzo su nueva imagen corporativa.
En 2024, fue la empresa encargada de suministrar la indumentaria oficial del comité colombiano que participó en los juegos olímpicos de 2024.

## Productos
Totto es reconocida principalmente por su línea de mochilas y maletas, pero con el tiempo ha diversificado su oferta de productos para incluir:
- Mochilas escolares y universitarias
- Maletas y equipaje de viaje
- Bolsos deportivos y accesorios
- Chaquetas, camisetas, pantalones y zapatos casuales.
- Accesorios tecnológicos: Fundas para computadoras, audífonos y otros dispositivos electrónicos.